# Yakimai egyházmegye
A Yakimai egyházmegye (latinul: Dioecesis Yakimensis, angolul: Roman Catholic Diocese of Yakima) a római katolikus egyház egyik amerikai egyházmegyéje Washington államban. Püspöki székvárosa  Yakima, az egyházmegye területe Benton, Chelan, Douglas, Grant, Kittitas, Klickitat és Yakima megyére terjed ki. Az egyházmegye székesegyháza a Szent Pál-székesegyház, megyéspüspöke Joseph J. Tyson. A Seattle-i főegyházmegye szuffragán egyházmegyéje.

## Története
Az egyházmegyét kánonjogilag XII. Piusz pápa alapította  1951. június 23-án. Az egyházmegyét az egyidejűleg főegyházmegyévé emelt Seattle-i és a Spokane-i egyházmegye területéből alapították. 41 plébániája és hét katolikus iskolája van.

## Yakima püspökei
Az egyházmegye püspökeinek és azok szolgálati éveinek listája:
1. Joseph Patrick Dougherty (1951–1969)
2. Cornelius Michael Power (1969–1974), Portlandi főegyházmegye (Oregon) érsekévé kinevezve
3. Nicolas Eugene Walsh (1974–1976)
4. William Stephen Skylstad (1977–1990), Spokane-i egyházmegye püspökévé kinevezve
5. Francis George, O.M.I. (1990–1996), Portlandi főegyházmegye (Oregon) érsekévé, később a Chicagói főegyházmegye érsekévé (1998-ba bíborossá) kinevezve
6. Carlos Arthur Sevilla, S.J. (1996–2011)
7. Joseph J. Tyson (2011–aktív)

## Szomszédos egyházmegyék
- Seattle-i főegyházmegye (északnyugat)
- Spokane-i római katolikus egyházmegye (északkelet)
- Bakeri egyházmegye (délkelet)